# Tour de Ski 2012-2013
Navigation
2011-2012 2013-2014
La 7e édition du Tour de Ski se déroule du 29 décembre 2012 au 6 janvier 2013. Cette compétition est intégrée à la Coupe du monde 2012-2013 et est organisée par la Fédération internationale de ski. L'épreuve comprend sept étapes constituant un parcours entamé à Oberhof (Allemagne) avant de faire étape à Münstertal (Suisse), à Cortina d'Ampezzo, Toblach, et Val di Fiemme (Italie).
Chez les hommes, le Russe Alexander Legkov remporte son premier Tour de ski devant le tenant du titre Dario Cologna et son compatriote Maxim Vylegzhanin grâce à l'ultime montée de l'Alpe Cermis. Chez les femmes, la Polonaise Justyna Kowalczyk enlève son quatrième titre d'affilée devant les Norvégiennes Therese Johaug et Kristin Størmer Steira en remportant quatre des sept étapes.

## Informations

### Points
Le vainqueur du classement général marque 400 points et les vainqueurs d'étapes marquent 50 points soit la moitié des points normalement attribués pour une victoire dans une étape de la Coupe du monde.
| Place  | 1   | 2   | 3   | 4   | 5   | 6   | 7   | 8   | 9   | 10  | 11 | 12 | 13 | 14 | 15 | 16 | 17 | 18 | 19 | 20 | 21 | 22 | 23 | 24 | 25 | 26 | 27 | 28 | 29 | 30 |
| ------ | --- | --- | --- | --- | --- | --- | --- | --- | --- | --- | -- | -- | -- | -- | -- | -- | -- | -- | -- | -- | -- | -- | -- | -- | -- | -- | -- | -- | -- | -- |
| Points | 400 | 320 | 240 | 200 | 180 | 160 | 144 | 128 | 116 | 104 | 96 | 88 | 80 | 72 | 64 | 60 | 56 | 52 | 48 | 44 | 40 | 36 | 32 | 28 | 24 | 20 | 16 | 12 | 8  | 4  |

| Place  | 1  | 2  | 3  | 4  | 5  | 6  | 7  | 8  | 9  | 10 | 11 | 12 | 13 | 14 | 15 | 16 | 17 | 18 | 19 | 20 | 21 | 22 | 23 | 24 | 25 | 26 | 27 | 28 | 29 | 30 |
| ------ | -- | -- | -- | -- | -- | -- | -- | -- | -- | -- | -- | -- | -- | -- | -- | -- | -- | -- | -- | -- | -- | -- | -- | -- | -- | -- | -- | -- | -- | -- |
| Points | 50 | 46 | 43 | 40 | 37 | 34 | 32 | 30 | 28 | 26 | 24 | 22 | 20 | 18 | 16 | 15 | 14 | 13 | 12 | 11 | 10 | 9  | 8  | 7  | 6  | 5  | 4  | 3  | 2  | 1  |

Il y a donc un maximum de 750 points qui peuvent être marqués si un concurrent gagne toutes les étapes et le classement général.

## Format de compétition
Le Tour de ski est constitué de sept étapes du 29 décembre 2012 au 6 janvier 2013 constituant un parcours d'Oberhof (Allemagne), en passant par Münstertal (Suisse), Cortina d'Ampezzo, Toblach et se termine à Val di Fiemme (Italie). Quasiment tous les formats de course individuelle de ski de fond sont réunis à l'occasion de ce rendez-vous.
Les deux premières étapes se déroulent à Oberhof avec un prologue en style libre (4 km pour les hommes et 3 km pour les femmes) suivi d'une étape en style classique avec handicap (15 km pour les hommes et 9 km pour les femmes). La troisième étape prend lieu à Münstertal avec un sprint en style libre. La quatrième étape est l'épreuve la plus longue entre Cortina d'Ampezzo et Toblach en style libre avec handicap (35 km pour les hommes et 15 km pour les femmes) suivi d'une étape en style classique (5 km pour les hommes et 3 km pour les femmes). Les deux dernières étapes se déroulent à Val di Fiemme avec tout d'abord une étape en départ en ligne en style classique (15 km pour les hommes et 10 km pour les femmes) puis d'une étape finale en style avec handicap (9 km pour les hommes et 9 km pour les femmes). Ainsi, le classement général du Tour de ski suit le classement de l'ultime étape.
Chez les hommes, 97 fondeurs représentant 19 nations sont inscrits, tandis que chez les femmes 74 fondeuses représentant 18 nations sont inscrites. Les qualifications au Tour de ski répondent aux quotas mises en place par la FIS en fonction du classement des fondeurs en Coupe du monde, à l'exception des trois nations hôtes ayant la possibilité d'inscrire cinq fondeurs dans chacune des catégories.
Concernant les primes d'argent, au classement général, les dix premiers touchent une prime de l'ordre de 90 000 francs suisses (environ 74 337 euros) pour le vainqueur, 50 000 francs suisses pour le second et 30 000 francs suisses pour le troisième.

## Déroulement de la compétition

### Les favoris et absents

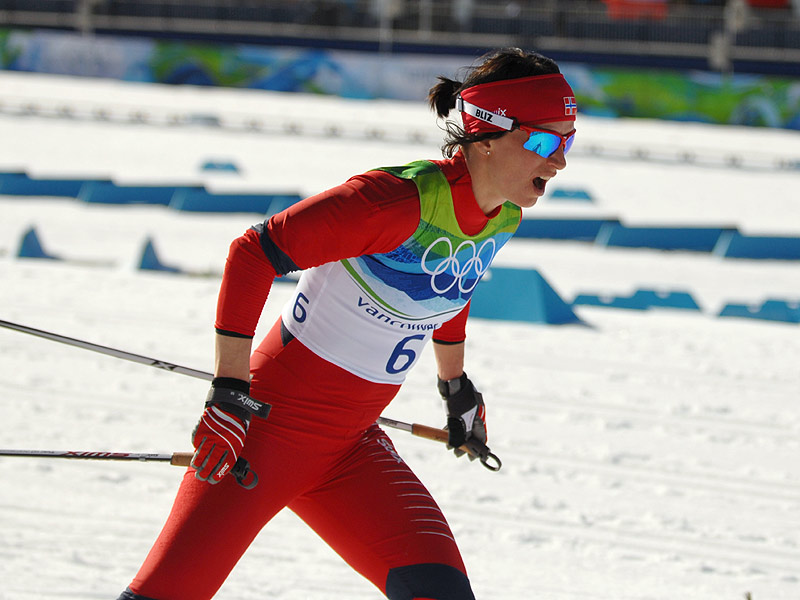
La grande absente est la Norvégienne Marit Bjørgen.

Avant le départ du Tour de ski, tous les meilleurs fondeurs et fondeuses sont au rendez-vous à l'exception de la Norvégienne Marit Bjørgen en raison de troubles du rythme cardiaque avant la compétition ou du Français Maurice Manificat en raison d'une fissure au-dessus du genou droit.

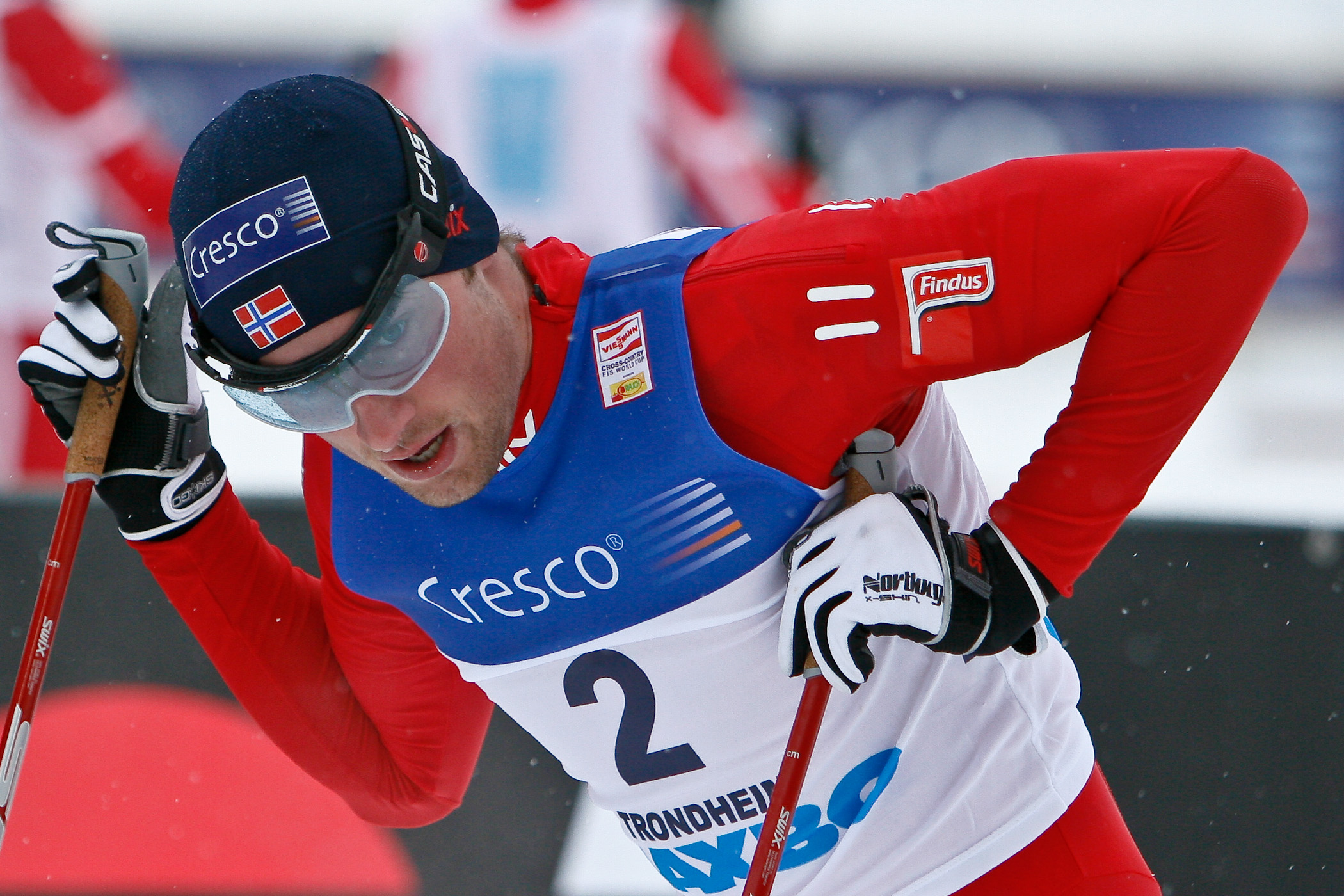
Souvent placé, jamais gagnant, Petter Northug désire faire de ce Tour de ski son principal objectif de la saison.

Les favoris annoncés sont chez les hommes Petter Northug qui est monté à trois reprises sur le podium final sans l'avoir remporté une fois et en ayant établi une préparation dans l'optique de la remporter enfin. Toutefois, le triple vainqueur Dario Cologna qui aura loisir de skier dans son village lors de l'étape à Münstertal. Ce duo peut être renversé par la motivation d'un Marcus Hellner (second en 2012), du trio russe composé de Alexander Legkov, Maxim Vylegzhanin, Ilia Chernousov, du Canadien Devon Kershaw, ainsi que des hommes en forme de ce début de saison que sont Tim Tscharnke, Alexey Poltoranin ou Matti Heikkinen. Chez les femmes, l'absence de Bjørgen semble profiter à la tenante du titre Justyna Kowalczyk, toutefois elle devra se défaire des jeunes Norvégiennes Therese Johaug et Heidi Weng, de l'ancienne vainqueur Charlotte Kalla, de l'Américaine Kikkan Randall et de la nouvelle génération finlandaise symbolisée par Krista Lähteenmäki et Anne Kyllönen.

### Hommes
La première étape qui se dispute en un prologue de 4 km en style libre est remportée par Northug devant Hellner, Legkov et Cologna. La seule contre-performance est à l'actif du Canadien Devon Kershaw avec une 48e place à 31 secondes. Northug modère toutefois sa performance en stipulant que « personne se souviendra de cela sur Alpe Cermis ». La seconde étape est un réel test pour savoir qui peut prétendre au classement final sur un 15 km en style libre. Ce sont les Russes qui animent toute l'étape et font la meilleure impression avec une victoire de Maxim Vylegzhanin dans un sprint contre Legkov. Les deux Russes avaient écarté tour à tour les meilleurs fondeurs pour l'arrivée, Northug suit le duo devant Cologna, Alex Harvey et Ilia Chernousov. L'étape est fatal à Hellner qui arrive plus d'une minute derrière les favoris.
Le sprint de la troisième étape se déroule dans le village de Cologna. Ce dernier termine quatrième de l'étape malgré une chute en finale, et prend de l'avance sur tous les favoris. Le vainqueur est le jeune Norvégien de 22 ans Finn Haagen Krogh qui s'impose devant deux inédits mais spécialistes du sprint, l'Italien Federico Pellegrino et le Canadien Len Valjas. Northug est éliminé en demi-finale face à trois Suédois mais garde toutes ses chances pour le général. Vylegzhanin conserve la tête du général grâce à une 10e place dans un format dont il n'est pas un spécialiste.
La quatrième étape longue de 15 km en style libre entre Cortina d'Ampezzo et Toblach permet de dégager le nom des quatre prétendants à la victoire finale. Parti en tête Maxim Vylegzhanin est rapidement rejoint par Dario Cologna et Petter Northug dans un premier temps puis Alexander Legkov et Alex Harvey dans un second temps. Au fil des kilomètres, Harvey décroche, laissant le quatuor, collaborant efficacement le long de l'étape, s'expliquer pour la victoire de l'étape qui revient à Northug qui place une attaque décisive à 400 mètres de l'arrivée devant Legkov, Cologna et Vylegzhanin. À plus d'1 minute 20 suivent Ilia Chernousov, Harvey, Marcus Hellner et Lukáš Bauer. Le lendemain, les leaders se neutralisent et sur le 5 km en style classique. C'est le Kazakh Alexey Poltoranin qui tire son épingle du jeu en s'imposant et en affirmant qu'il est l'un des meilleurs "classiqueurs" du monde, il prend le meilleur sur le duo Northug-Cologna dont le classement général évolue peu.

### Femmes

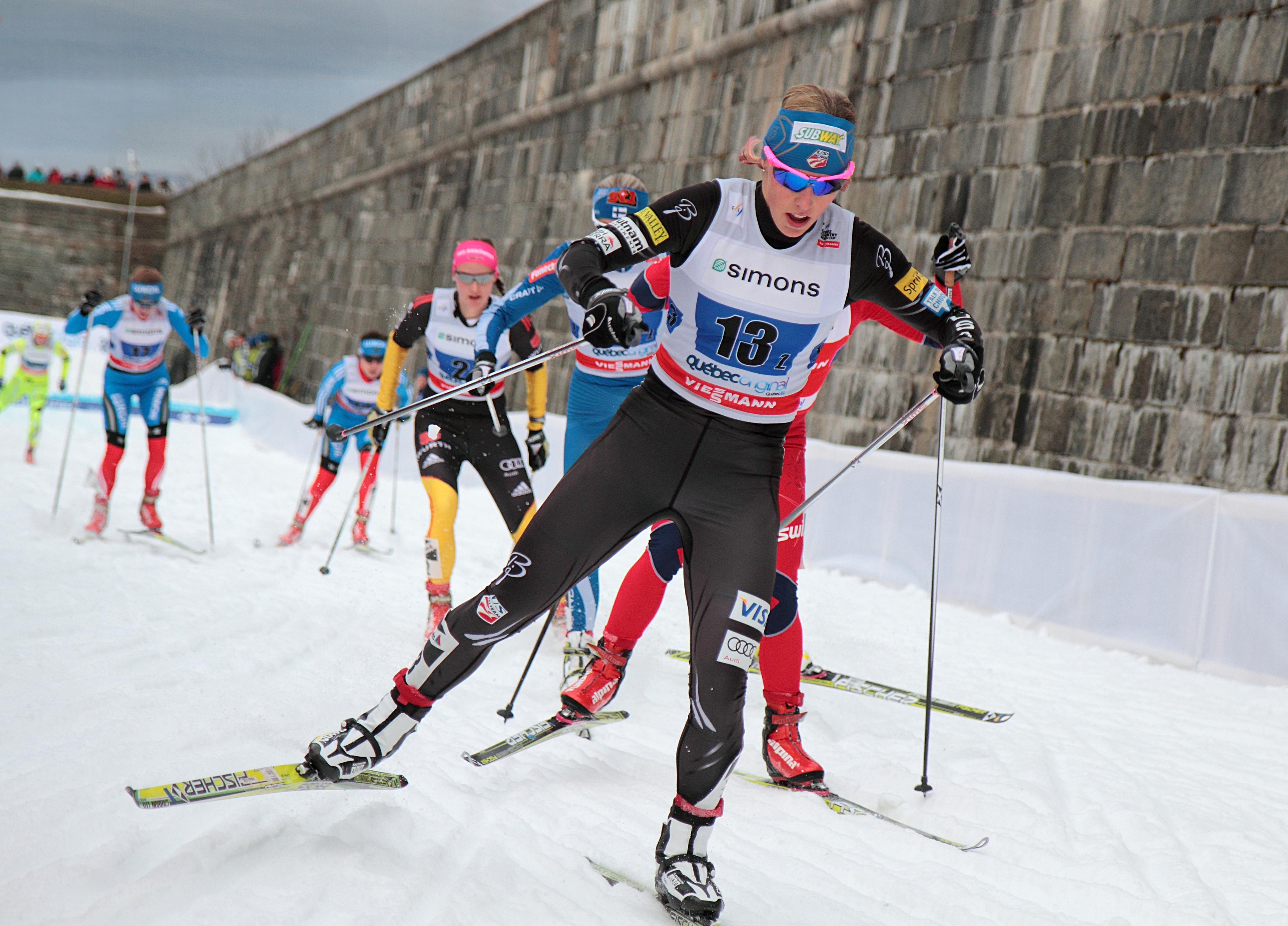
L'Américaine Kikkan Randall remporte deux des trois premières étapes de ce Tour de ski.

Sur le prologue de 3 km, l'Américaine Kikkan Randall confirme son statut de spécialiste de ce type d'effort devant la revenante Charlotte Kalla (vainqueur en 2008) qui semble revenir à son meilleur niveau et la grande favorite de ce Tour de ski Justyna Kowalczyk. Toutes les favorites sont présentes dans les premières places à l'issue de ce prologue. Lors de la seconde étape longue de 9 km en style classique, Kowalczyk assomme un peu ses adversaires en creusant de grands écarts : elle s'impose devant Therese Johaug avec 41 secondes d'avance et Anne Kyllönen qui emmène cinq Finlandaises dans le top 10. L'hégémonie scandinave est brisée uniquement par la quatrième place de l'Allemande Denise Hermman.
À l'instar de Kowalczyk sur les épreuves de distance, Randall domine facilement les sprints en dominant le sprint de Münstertal et remporte sa seconde victoire dans ce Tour de ski. Les Norvégiennes Ingvild Flugstad Østberg et Heidi Weng suivent l'Américaine. Peu de contre-performances pour les favorites où Kristin Størmer Steira grâce à une cinquième place monte sur le podium provisoire de ce Tour de ski derrière Kowalczyk et Johaug. Seules les Finlandaises Krista Lähteenmäki et Riitta-Liisa Roponen perdent de précieuses secondes en raison d'une non-qualification au sprint.

## Classements finals

### Classement général
| Rang | Nom               | Temps             |
| ---- | ----------------- | ----------------- |
| 1    | Alexander Legkov  | 3 h 29 min 28 s 6 |
| 2    | Dario Cologna     | +18 s 7           |
| 3    | Maxim Vylegzhanin | +40 s 7           |
| 4    | Petter Northug    | +1 min 07 s 7     |
| 5    | Marcus Hellner    | +1 min 11 s 4     |
| 6    | Lukáš Bauer       | +1 min 40 s 7     |
| 7    | Ivan Babikov      | +2 min 02 s 4     |
| 8    | Giorgio Di Centa  | +2 min 13 s 5     |
| 9    | Johan Olsson      | +2 min 18 s 7     |
| 10   | Ilia Chernousov   | +2 min 45 s 5     |

| Rang | Nom                    | Temps             |
| ---- | ---------------------- | ----------------- |
| 1    | Justyna Kowalczyk      | 2 h 25 min 21 s 6 |
| 2    | Therese Johaug         | +27 s 9           |
| 3    | Kristin Størmer Steira | +2 min 39 s 5     |
| 4    | Krista Lähteenmäki     | +3 min 04 s 7     |
| 5    | Astrid Jacobsen        | +3 min 13 s 5     |
| 6    | Heidi Weng             | +3 min 29 s 1     |
| 7    | Charlotte Kalla        | +3 min 51 s 3     |
| 8    | Riitta-Liisa Roponen   | +4 min 19 s 6     |
| 9    | Anne Kyllönen          | +4 min 23 s 0     |
| 10   | Katrin Zeller          | +4 min 58 s 4     |

### Classement des sprints
| Rang | Nom               | Points     |
| ---- | ----------------- | ---------- |
| 1    | Petter Northug    | 1 min 38 s |
| 2    | Alexander Legkov  | 1 min 37 s |
| 3    | Dario Cologna     | 1 min 22 s |
| 4    | Maxim Vylegzhanin | 1 min 07 s |
| 5    | Len Valjas        | 1 min 02 s |

| Rang | Nom                    | Temps      |
| ---- | ---------------------- | ---------- |
| 1    | Justyna Kowalczyk      | 2 min 45 s |
| 2    | Kikkan Randall         | 1 min 20 s |
| 3    | Kristin Størmer Steira | 1 min 14 s |
| 4    | Therese Johaug         | 1 min 13 s |
| 5    | Charlotte Kalla        | 1 min 08 s |

## Évolution des classements

### Hommes
| Étape                                            | Lieu                                             | Épreuve                                          | Date                                             | Vainqueur                                        | Deuxième                                         | Troisième                                        | Leader du classement général                     | Leader du classement des sprints                 |
| Tour de Ski (29 décembre 2012 au 6 janvier 2013) | Tour de Ski (29 décembre 2012 au 6 janvier 2013) | Tour de Ski (29 décembre 2012 au 6 janvier 2013) | Tour de Ski (29 décembre 2012 au 6 janvier 2013) | Tour de Ski (29 décembre 2012 au 6 janvier 2013) | Tour de Ski (29 décembre 2012 au 6 janvier 2013) | Tour de Ski (29 décembre 2012 au 6 janvier 2013) | Tour de Ski (29 décembre 2012 au 6 janvier 2013) | Tour de Ski (29 décembre 2012 au 6 janvier 2013) |
| ------------------------------------------------ | ------------------------------------------------ | ------------------------------------------------ | ------------------------------------------------ | ------------------------------------------------ | ------------------------------------------------ | ------------------------------------------------ | ------------------------------------------------ | ------------------------------------------------ |
| 1                                                | Oberhof                                          | 4 km libre (Prologue)                            | 29 décembre 2012                                 | Petter Northug                                   | Marcus Hellner                                   | Alexander Legkov                                 | Petter Northug                                   | Petter Northug                                   |
| 2                                                | Oberhof                                          | 15 km classique avec handicap                    | 30 décembre 2012                                 | Maxim Vylegzhanin                                | Alexander Legkov                                 | Petter Northug                                   | Maxim Vylegzhanin                                | Petter Northug                                   |
| 3                                                | Münstertal                                       | Sprint style libre                               | 1er janvier 2013                                 | Finn Haagen Krogh                                | Federico Pellegrino                              | Len Valjas                                       | Maxim Vylegzhanin                                | Finn Haagen Krogh                                |
| 4                                                | Cortina vers Toblach                             | 35 km libre avec handicap                        | 3 janvier 2013                                   | Petter Northug                                   | Alexander Legkov                                 | Dario Cologna                                    | Petter Northug                                   | Petter Northug                                   |
| 5                                                | Toblach                                          | 5 km classique                                   | 4 janvier 2013                                   | Alexey Poltoranin                                | Petter Northug                                   | Dario Cologna                                    | Petter Northug                                   | Petter Northug                                   |
| 6                                                | Val di Fiemme                                    | 15 km classique départ en ligne                  | 5 janvier 2013                                   | Alexey Poltoranin                                | Len Valjas                                       | Alex Harvey                                      | Dario Cologna                                    | Petter Northug                                   |
| 7                                                | Val di Fiemme                                    | 9 km libre avec handicap                         | 6 janvier 2013                                   | Marcus Hellner                                   | Ivan Babikov                                     | Roland Clara                                     | Alexander Legkov                                 | Petter Northug                                   |

### Femmes
| Étape                                            | Lieu                                             | Épreuve                                          | Date                                             | Vainqueur                                        | Deuxième                                         | Troisième                                        | Leader du classement général                     | Leader du classement des sprints                 |
| Tour de Ski (29 décembre 2012 au 6 janvier 2013) | Tour de Ski (29 décembre 2012 au 6 janvier 2013) | Tour de Ski (29 décembre 2012 au 6 janvier 2013) | Tour de Ski (29 décembre 2012 au 6 janvier 2013) | Tour de Ski (29 décembre 2012 au 6 janvier 2013) | Tour de Ski (29 décembre 2012 au 6 janvier 2013) | Tour de Ski (29 décembre 2012 au 6 janvier 2013) | Tour de Ski (29 décembre 2012 au 6 janvier 2013) | Tour de Ski (29 décembre 2012 au 6 janvier 2013) |
| ------------------------------------------------ | ------------------------------------------------ | ------------------------------------------------ | ------------------------------------------------ | ------------------------------------------------ | ------------------------------------------------ | ------------------------------------------------ | ------------------------------------------------ | ------------------------------------------------ |
| 1                                                | Oberhof                                          | 3 km libre (Prologue)                            | 29 décembre 2012                                 | Kikkan Randall                                   | Charlotte Kalla                                  | Justyna Kowalczyk                                | Kikkan Randall                                   | Kikkan Randall                                   |
| 2                                                | Oberhof                                          | 9 km classique avec handicap                     | 30 décembre 2012                                 | Justyna Kowalczyk                                | Therese Johaug                                   | Anne Kylloenen                                   | Justyna Kowalczyk                                | Justyna Kowalczyk                                |
| 3                                                | Münstertal                                       | Sprint style libre                               | 1er janvier 2013                                 | Kikkan Randall                                   | Ingvild Flugstad Østberg                         | Heidi Weng                                       | Justyna Kowalczyk                                | Kikkan Randall                                   |
| 4                                                | Cortina vers Toblach                             | 15 km libre avec handicap                        | 3 janvier 2013                                   | Justyna Kowalczyk                                | Charlotte Kalla                                  | Therese Johaug                                   | Justyna Kowalczyk                                | Justyna Kowalczyk                                |
| 5                                                | Toblach                                          | 3 km classique                                   | 4 janvier 2013                                   | Justyna Kowalczyk                                | Krista Lähteenmäki                               | Astrid Jacobsen                                  | Justyna Kowalczyk                                | Justyna Kowalczyk                                |
| 6                                                | Val di Fiemme                                    | 10 km classique départ en ligne                  | 5 janvier 2013                                   | Justyna Kowalczyk                                | Kristin Størmer Steira                           | Krista Lähteenmäki                               | Justyna Kowalczyk                                | Justyna Kowalczyk                                |
| 7                                                | Val di Fiemme                                    | 9 km libre avec handicap                         | 6 janvier 2013                                   | Therese Johaug                                   | Elizabeth Stephen                                | Heidi Weng                                       | Justyna Kowalczyk                                | Justyna Kowalczyk                                |